# 瓦賽克 (紐約州)
瓦賽克（英語：Wassaic）是位於美國紐約州達奇斯縣的普查規定居民點。

## 人口
根據2020年美國人口普查的數據，瓦賽克的面積為0.92平方千米，皆為陸地。當地共有人口210人，而人口密度為每平方千米228.26人。